# Юркевич, Ростислав Константинович
Ростисла́в Константи́нович Юрке́вич (1909—1992) — советский геолог, лауреат Ленинской премии.

## Биография
В 1935 году окончил Московский геологоразведочный институт. Длительное время работал начальником геологических партий в «Главредмете» и «Союзгеохимразведке». В 1950—1953 главный геолог Медведкинского прииска Уралалмаз.
С 1953 года главный геолог Амакинской экспедиции (АМГРЭ) (сменил М. А. Гневушева).
В 1957 году стал лауреатом Ленинской премии и награждён орденом Трудового Красного Знамени.
Уехал из Якутии в 1960 году, — после того, как Якутский областной комитет КПСС обвинил его в многочисленных приписках.

### Публикации
Книги
- Бобриевич А. П., Бондаренко М. Н., Гневушев М. А., Красов Л. М., Смирнов Г. И., Юркевич Р. К. Алмазные месторождения Якутии. — М.: Госгеолтехиздат, 1959. — 527 с.
- Бобриевич А. П., Бондаренко М. Н., Гневушев М. А., Кинд Н. В., Корешков Б. Я., Курылева Н. А., Нефедова З. Д., Попугаева Л. А., Попова Е. Э., Скульский В. Д., Смирнов Г. И., Юркевич Р. К., Файнштейн Г. Х., Щукин В. Н. Алмазы Сибири. — М.: Госгеолтехиздат, 1957. — 159 с.

## Награды и премии
- Орден Трудового Красного Знамени.
- Ленинская премия (1957).